# Statham Peak
Statham Peak är en bergstopp i Antarktis. Den ligger i Västantarktis. Argentina, Chile och Storbritannien gör anspråk på området. Toppen på Statham Peak är 1 170 meter över havet.
Terrängen runt Statham Peak är varierad. Havet är nära Statham Peak åt nordväst. Trakten är obefolkad. Det finns inga samhällen i närheten. 